# Wolf Hart
Wolfgang Gustaf Adalbert Hart, més conegut com a Wolf Hart (Meiningen, 13 de juny de 1911 - Fischbachau, 5 de juliol de 2002) fou un director de cinema alemany.

## Biografia
Fill d'un director de teatre, va créixer a Friburg de Brisgòvia. Va començar estudis d'història, història de l'art, geografia i esports, però a causa de la seva militància a les joventuts del SPD, en arribar Hitler al poder el 1933 va haver d'abandonar la universitat. Això el va empentar al món del cinema, on va començar com a tercer assistent de càmera de Sepp Allgeier a Der Springer von Pontresina (1934) i a Triumph des Willens de Leni Riefenstahl (1935), una pel·lícula de propaganda del NSDAP. El 1936 fou director de fotografia al documental Ewiger Wald (El bosco etern) de Hanns Springer, així com un dels càmeres d' Olympia, documental de Leni Riefenstahl sobre els Jocs Olímpics d'Estiu de 1936 celebrats a Berlín. Tot i que la seva participació en pel·lícules de propaganda contrastava amb les seves posicions estudiantils anti-nazis, Hart mai no fou considerat partidari del règim de Hitler ni de la seva ideologia.
Després de l'èxit d'Olympia va realitzar alguns documentals i curtmetratges, i durant la Segona Guerra Mundial va treballar per a Universum Film AG en documentals de propaganda. En acabar la guerra es va instal·lar a Friburg de Brisgòvia, on va rebre autorització per filmar a la zona d'ocupació francesa. Es va dedicar a dirigir curtmetratges i documentals on pretenia simultanejar la representació exacta de la realitat visible amb una reivindicació artística, influït per Robert Flaherty. Un dels deus curtmetratges documentals, Der Strom führt Eis, fou guardonat amb la cinta de plata del Deutscher Filmpreis el 1955. Un altre, ...erwachsen sein dagegen sehr (1956) va participar en la selecció oficial del 6è Festival Internacional de Cinema de Berlín. I un altre, Regen (Pluja, 1957) va rebre premis a Edinburg i Amèrica del Sud. I Abseits va rebre la Conquilla d'Or al millor curtmetratge al Festival Internacional de Cinema de Sant Sebastià 1959. El 1964 va dirigir la secció "Inge" del llargmetratge col·lectiu Hütet eure Töchter (Compte amb les teves filles). El mateix any va rebre novament el Bundespreis al millor curtmetratge cultural per Bauhütte 63.
El 1971 el Landesbildstelle de Hamburg va oferir una retrospectiva de la seva obra. El 1976 va formar part del jurat de la 26è Festival Internacional de Cinema de Berlín. El 1981 fou guardonat amb un guardó honorífic del Deutscher Filmpreis per la seva trajectòria. I el 1001 va rebre el certificat honorífic per la seva trajectòria de la Bundesverband Deutscher Film- und AV-Produzenten. El 1988 es va retirar del cinema i es va instal·lar a Baviera amb la seva esposa, on va morir el juliol de 2002. Una part de la seva propietat va ser presa pel Museu de Cinema i Televisió d'Hamburg.